# Каютна лихоманка

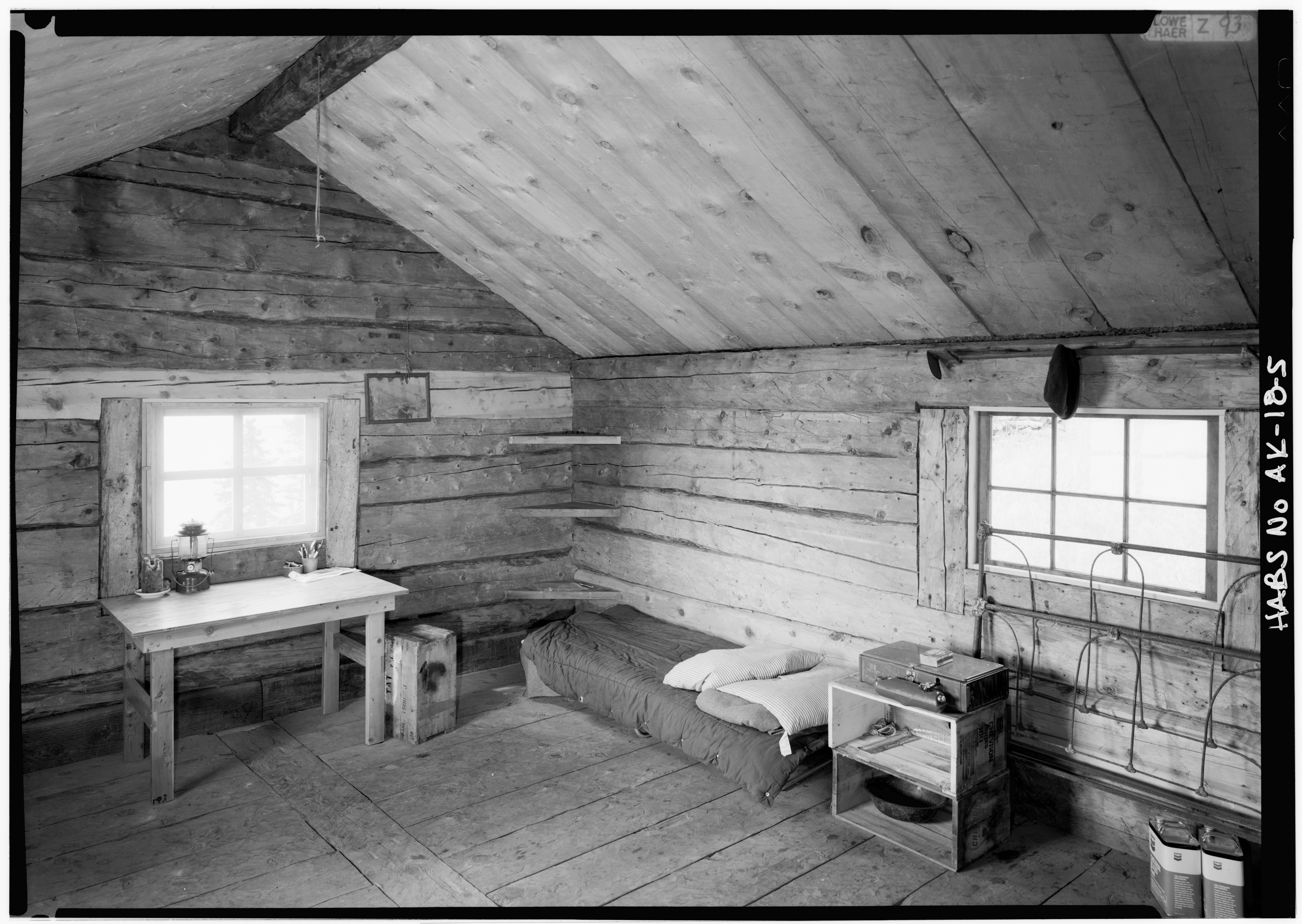
Інтер'єр хатини Фуре на Алясці, США

Каютна лихоманка, іноді також салонна лихоманка, кімнатна лихоманка — це неприємна клаустрофобна дратівливість або неспокій, що виникає, коли людина або група людей застрягає в ізольованому місці або в замкненому приміщенні протягом тривалого часу. Людину, що страждає на каютну лихоманку, часто називають «stir-crazy», що походить від використання слова «stir», яке означає «в'язниця».
Людина може відчути каютну лихоманку в умовах ізоляції в заміському котеджі, під час тривалого перебування під водою на підводному човні або в інших ситуаціях, коли вона ізольована від цивілізації, наприклад, під час домашнього арешту або воєнного стану. Під час каютної лихоманки людина може відчувати сонливість або безсоння, недовіру до тих, з ким вона перебуває, або бажання вийти назовні навіть за несприятливих умов, таких як погана погода або обмежена видимість. Поняття також використовується в жартівливих цілях для позначення простої нудьги від перебування вдома на самоті протягом тривалого періоду часу.
Каютна лихоманка сама по собі не є хворобою і не має діагнозу. Однак супутні симптоми можуть призвести до прийняття ірраціональних рішень, які потенційно можуть загрожувати життю людини або групи людей, з якими вона перебуває в ув'язненні. Наприклад, самогубство або параноя, або вихід з безпечної будівлі під час жахливої снігової бурі, в якій людина може застрягти.

## Терапія
Один із способів лікування синдрому «кімнатної лихоманки» — це просто вийти на вулицю і безпосередньо поспілкуватися з природою. Дослідження показали, що навіть короткочасна взаємодія з навколишнім світом може сприяти покращенню когнітивних функцій, підтримці позитивного настрою та загального самопочуття. Вийшовши з замкненого простору і змінивши обстановку та оточення, людина, яка відчуває салонну лихоманку, може легко покращити свій психічний стан. Вихід на вулицю, аби відчути відкритість світу, достатньо стимулює мозок і тіло, щоб усунути відчуття сильної клаустрофобії, параної і неспокою, пов'язані з салонною лихоманкою.
Існує мало свідчень того, що люди, які страждають на кімнатну лихоманку, звертаються до терапевтів або консультантів за лікуванням; більшість з них просто обговорюють свої симптоми з сім'єю або друзями, щоб впоратися з почуттям самотності та нудьги. Однак бувають випадки «каютної лихоманки», які діагностуються як середньозимова депресія або сезонний афективний розлад (САР).

## У масовій культурі
Концепція каютної лихоманки використовувалася як тема в романі Федора Достоєвського 1866 року «Злочин і кара», фільмі Чапліна 1925 року «Золота лихоманка», повісті Стефана Цвейга 1948 року «Шахова новела», дитячій комедійній книзі 2011 року «Щоденник слабака: домашня лихоманка», фільмі жахів 1980 року «Сяйво» та епізоді Сімпсонів «Гора божевілля».
У фільмі 1996 року «Маппети. Острів скарбів» екіпаж «Еспаньоли» виконує постановочний номер про те, як вони піддаються каютній лихоманці. Психологічний фільм жахів «Маяк» 2019 року розповідає історію двох доглядачів маяка, які починають втрачати здоровий глузд, коли шторм закидає їх на віддалений острів, де вони перебувають.
У телевізійному шоу «Руйнівники міфів» Адам і Джеймі моделювали сценарій каютної лихоманки. Ведучі дійшли висновку, що міф про каютну лихоманку є правдоподібним, оскільки у господарів дійсно розвинулися деякі психологічні симптоми, які зазвичай асоціюються з каютною лихоманкою.